# Drago Vuković
Drago Vuković (3 agosto 1983) è un ex pallamanista croato.

## Biografia
È fratello gemello del calciatore Andrija Vuković.

## Carriera
Ha vinto due medaglie olimpiche nella pallamano con la nazionale maschile croata, in particolare ha conquistato una medaglia d'oro alle Olimpiadi di Atene 2004 e una medaglia di bronzo alle Olimpiadi di Londra 2012.
Ha partecipato anche alle Olimpiadi di Pechino 2008.
Inoltre ha conquistato una medaglia di bronzo (2013) ai campionati mondiali; due medaglie d'argento (2008 e 2010) e una medaglia di bronzo (2012) ai campionati europei e una medaglia d'argento (2005) ai giochi del Mediterraneo.